# Амру бин Мади Јакриб
Амр (Амру) ибн Мади бин Јакриб ел Зубаиди ел Мадиџи је био познати арапски ратник пре појаве ислама и за време ислама. Он је био из угледне Куће Зубаида, у кући Мадија. Био је веома храбар и преобратио се на ислам у време Мухамеда, као један од његових Сахаба. Када је Сад ибн Аби Вакас затражио од халифа Омар ибн ел Хатаба да му пошаље појачање за битку код Кадисидија Омар је одговорио: "Послао сам вам 2000 људи: Амр бин Мади Јакриба и Тулајха ел Асадија. Сваки од њих је премаљ прорачунима водио по хиљаду. " Храброст Амруа је добро засведочена и чињеницом да је он учествовао као заповедник 3 највеће битке у исламској експанзији Рашидунског калифата што само повећава значај такве личности за настанак калифата. Амру је био један од команданата у борбама код  Кадисије, Јармука и Нахаванда. Његова војна експертиза и стратегија била је кључна у поразу Персијанаца код Кадисије; када су он и Тулајха саставили план којим су преокренули ток битке. Био је један од тројице људи који су се инфилтрирали у персијски логор ноћу и заробили једног од персијских заповедника пред носом самих Персијанаца. Био је мученик у бици код Нахаванда, бици која је била кључна за муслиманску експанзију у данашњи Иран и консолидацију њиховог присуства у Ираку. Ел Хамдани у својој Географији Арапског полуострва њега спомиње као храброг витеза Јеменског Мадија.

## Потомство
Директни потомци Амруа по правој линији су многобројни. Многа угледна арапска племена потицала су од Амруа и укључују Ел Обаид, Ел Дулаим и Ел Џубур који представљају само нека од њих. Већина Амруових потомака налази се у Саудијској Арабији, Ираку и Сирији. Процењује се да је њихов број далеко већи од 20 милиона и њихово место у историји је осигурано, Амру је познат по производњи многих песника, ратника и угледних Шеика.